# Dorna Sports
Die Dorna Sports, S.L. ist ein 1988 gegründetes und international tätiges Unternehmen mit Sitz in Madrid. Die Geschäftsfelder sind im Einzelnen Sportmanagement und Marketing. Hauptanteilseigner ist seit 2006 die Britische Private-Equity-Gesellschaft Bridgepoint Capital und seit 2013 die kanadische Gesellschaft Canada Pension Plan Investment Board (CPPIB).
Das Unternehmen ist unter anderem kommerzieller Rechteinhaber der Motorrad- und der Superbike-Weltmeisterschaft.
1998 wurde CVC Capital Partners Hauptanteilseigner. Im Jahre 2006 veräußerten sie ihr Investment dann an Bridgepoint Capital.
2024 wurde bekannt, dass Liberty Media Dorna Sports übernehmen will.

## Meisterschaften
Folgende Meisterschaften werden durch Dorna Sports vertreten:
- Motorrad-Weltmeisterschaft (MotoGP-, Moto2- und Moto3-Klasse sowie MotoE World Cup; seit 1992 bis einschließlich 2060)
- Superbike-Weltmeisterschaft (inkl. Supersport- und Supersport-300-Weltmeisterschaft; seit 2012 bis einschließlich 2036)
- FIM CEV Repsol
- Red Bull MotoGP Rookies Cup
- Asia Talent Cup (seit 2014)